# 崔武成
崔武成（韓語：최무성，1968年1月12日—），或译崔亩诚、崔茂圣，韓國男演員。

## 演出作品

### 電視劇
- 2011年：KBS2《公主的男人》飾演 咸鬼
- 2012年：JTBC《住在清潭洞》飾演 崔武成
- 2012年：KBS2《KBS Drama Special - 尚權兒》飾演 正浩
- 2013年：JTBC《無情都市》飾演 文德裴
- 2013年：MBC《奇皇后》飾演 朴不花
- 2014年：KBS2《KBS Drama Special - 18歲》
- 2015年：tvN《Heart to Heart》飾演 安秉烈
- 2015年：JTBC《錐子》飾演 李秀寅的父親（特別出演）
- 2015年：tvN《請回答1988》飾演 崔畝誠
- 2016年：KBS2《任意依戀》飾演 張正值
- 2016年：JTBC《老婆這週要出牆》飾演 私人偵探社社長
- 2016年：MBC《舉重妖精金福珠》飾演 尹德萬
- 2017年：MBC《逆賊：偷百姓的盜賊》飾演 朝鮮成宗
- 2017年：MBC《守望者》飾演 尹勝璐
- 2017年：tvN《機智牢房生活》飾演 金閔哲
- 2018年：tvN《陽光先生》飾演 張勝久
- 2019年：SBS《綠豆花》飾演 全琫準
- 2020年：tvN《機智醫生生活》飾演 李翊晙的患者的先生（客串）
- 2020年：tvN《秘密森林2》飾演 禹太夏
- 2022年：JTBC《Insider》飾演 宋斗哲
- 2022年：Netflix《模範家族》飾演 黃龍洙
- 2023年：MBC《朝鮮律師》飾演 秋英宇
- 2023年：JTBC《壞媽媽》飾演 宋友壁
- 2023年：SBS《災後調查日誌2》飾演 石文久（特别出演）[4]
- 2023年：Disney+《汉江刑警》饰演 黄万锡[5]
- 2023年：MBC《戀人》飾演 梁天[6]
- 2023年：ENA《沙之花也有春天》飾演 金太白[7]
- 2024年：JTBC《偶然成為家人》[8]
- 2025年：KBS《24小時健身俱樂部》飾演 董漢哲
- 2025年：MBC《勞務師盧武鎮》飾演 金明安（特别出演）[9]

### 電影
- 2006年：《淫乱书生》
- 2007年：《七日綁票令（朝鲜语：세븐 데이즈 (2007년 영화)）》飾演 鄭哲鎮
- 2010年：《看見惡魔》飾演 太周／京哲朋友
- 2011年：《朝鮮名偵探：高山烏頭花的秘密》
- 2013年：《戀愛的溫度》飾演 金科長
- 2015年：《朝鮮名偵探：奴隸的女兒》飾演 頭目
- 2015年：《情慾王朝》
- 2017年：《美玉》飾演 金會長
- 2018年：《幸存的孩子：最後一個孩子》飾演 喪失孩子的父親
- 2019年：《抗拒：柳寬順的故事（朝鲜语：항거: 유관순 이야기）》飾演 柳仲權
- 2019年：《吾王長存：木浦英雄》飾演 黃寶允
- 2019年：《鬼神的香氣（朝鲜语：귀신의 향기）》飾演 特工隊長（友情出演）
- 2019年：《還在相愛嗎？（朝鲜语：아직 사랑하고 있습니까?）》飾演 西歸浦分店店長（友情出演）
- 2020年：短篇電影《休假》
- 2021年：《恶人世界2：济州失踪事件始末》飾演 管理人（特別出演）
- 2022年：《热血》饰演 勇江
- 2022年：《Vanishing（英语：Vanishing (2021 film)）》飾演 快遞員
- 2022年：《夜枭》飾演 李馨益
- 2022年：《誕生》飾演 金載俊
- 2024年：《梦境》饰演 勇植
- 2025年：《破果》饰演 张飞

## 奖项荣誉
| 年份   | 颁奖礼           | 奖项       | 入围者         | 结果 | 参考   |
| ------ | ---------------- | ---------- | -------------- | ---- | ------ |
| 2017年 | 第4届野花电影奖  | 最佳男配角 | 《雪行》       | 獲獎 |        |
| 2019年 | 第28屆釜日電影獎 | 最佳男配角 | 《幸存的孩子》 | 提名 |        |
| 2023年 | 第43届黄金摄影奖 | 最佳男配角 | 《夜枭》       | 獲獎 | [ 10 ] |

## 外部連結
- 崔武成的Instagram帳戶
- 崔武成在NAVER上的资料
- 崔武成在Daum上的资料
- 崔武成在HanCinema的頁面（英文）